# 아름다운 청춘 (1995년 영화)
아름다운 청춘(Lust Och Fagring Stor, All Things Fair)은 스웨덴에서 제작된 보 비더버그 감독의 1995년 드라마, 멜로/로맨스, 전쟁 영화이다. 요한 비더버그 등이 주연으로 출연하였다.

## 출연

### 주연
- 요한 비더버그
- 마리카 라게르크란츠
- 토마스 폰 브룀센

### 조연
- 카린 헐트
- 본 켈먼

## 제작진
- Line PD: 앤 잉그바